# 珠海公交32路线
珠海公交32路线，是中华人民共和国广东省珠海市内一条公共汽车路线，往来城轨珠海站及神前总站。

## 线路简介
- 珠海公交32路线由珠海公交巴士有限公司（原珠海市公共汽车公司）香洲分公司营运。为最繁忙的公交线路，也是服务时间最长、收班时间最迟的公交线路之一。
- 该线路走向为城轨珠海站-神前总站，派车全为珠海廣通GTQ6105BEVB2純電動空調巴士。
- 服务时间：城轨珠海站开出：早上06:15至次日凌晨01:15；神前总站开出：早上06:15至晚上23:55。
- 每天早上6:00的班次在“香宁花园”始发开往“城轨珠海站”。
- 班次间隔：4-8分钟。

## 历史
- 32路線于1996年开通，为满足市区内部往返拱北、柠溪、香洲、神前等地日益高涨的乘车需求，特开通本线路。开通初期往返“拱北—神前”（“神前”站现名“美丽湾”站，当时“神前”总站位置在“神前”南侧站，即往拱北方向），主要途经北岭、柠溪、南坑、医疗中心等地。普通车收费1元/人次，空调车收费2元/人次。用车为广客GZK6100AD。[2][3]
- 2003年，“神前”站更名为“美丽湾”站。
- 2003年，本线路普通车派车换为厦门金龙XMQ6113GJ型巴士，空调车派车换为厦门金龙XMQ6113GF型巴士。
- 2005年，珠海公汽上调票价，该线路普通车票价调整为1.5元/人，空调车票价调整为2.5元/人，同时启动普通卡、学生卡乘车优惠。
- 2008年，位于外神前村的“神前总站”启用，本路线延伸入内。
- 2011年6月，珠海公交对旗下所有巴士线路票价进行调整，该线路空调车票价调整为2元/人，普通车票价维持不变。
- 2011年12月，该线路空调车更换为郑州宇通ZK6100HGA型空调巴士，普通车更换为郑州宇通ZK6108HGC型非空调巴士。同时此线路启动岭南通刷卡服务。
- 2012年12月，因广珠城轨珠海站站前公交场启用，本线路终点站由“拱北”迁移至“城轨珠海站”。
- 2013年1月18日，本线路取消由“城轨珠海站”前往“拱北口岸”站之免费接驳服务。
- 2013年2月，本线路最后一台厦门金龙XMQ6113GF型巴士更换为厦门金龙XMQ6119G型空调巴士。
- 2013年12月，本线路改为双向途经“梅华东”、“华子石西”站。
- 2014年2月5日，受珠海有轨电车1号线工程施工及梅华路实行部分路段全封闭的交通管制影响，本线路往“神前总站”方向经“紫荆园”站后，改经沿河路—情侣路—港湾大道行驶，接回“契爷岭”站，取消“梅华东”、“华子石西”、“华子石东”、“中大五院”及“水拥坑”站，增停“为农市场”、“燃气集团”、“北堤”及“海天驿站临时站”；往“城轨珠海站”方向经“契爷岭”站后，改经港湾大道—情侣路—沿河路—紫荆路行驶，接回“紫荆园”站，取消“水拥坑”、“中大五院”、“华子石东”、“华子石西”及“梅华东”站，增停“海天驿站临时站”、“北堤”、“燃气集团”及“为农市场”站。[4]
- 2014年10月1日，梅华路改造完畢，本线路恢復原線行駛。
- 2015年1月，本线路提升為全空調服務。
- 2015年5月，该线路派車全部更換為珠海廣通GTQ6105BEVB2純電動巴士。
- 2015年7月18日，本路線使用輪椅設施的巴士。